# 藍貝
藍貝（学名：Mytilus edulis）是一種食用贻贝属，广泛分布于南北半球沿海。